# Hans Theessink
Hans Theessink (* 5. April 1948 in Enschede) ist ein niederländischer Blues-Gitarrist, Sänger und Songschreiber, der seit 1982 in Wien lebt. Er interpretiert sowohl klassische Blues- und Folksongs als auch eigene Kompositionen. 

## Leben
Inspiriert durch Aufnahmen von Bluesmusikern wie Big Bill Broonzy und Leadbelly brachte sich Theessink Anfang der 1960er Jahre das Gitarrespielen bei sowie Mandoline und Banjo. In den 1960ern begann er als Straßenmusiker und trat mit der Silly Skiffle Group in seiner Heimat und auch im benachbarten Deutschland auf. 1970 übersiedelte Theessink als Lehrer nach Dänemark und machte mit Next Morning at Sunrise seine erste Aufnahme. Seitdem brachte er zahlreiche Alben heraus und tritt regelmäßig auf wichtigen Blues-, Jazz- und Folk-Festivals in Europa und Amerika auf.
Seit 1986 arbeitet Theessink mit dem Tuba-Spieler Jon Sass zusammen. Auftritte bestritt Theessink mit seiner Formation Hans Theessink & Blue Groove. 1994 erschien das Soloalbum Hard Road Blues, auf dem einzig die Stimme und die Gitarre von Hans Theessink zu hören sind. 1995 kam in Amerika das Lehrvideo Hooked on the Blues auf den Markt. Auf dem Album Lifeline (1998) singt Charles Brown das Theessink-Stück Love Sweet Love.
2001 erhielt er den Goldenen Rathausmann der Stadt Wien und tritt seit 2004 mit der Hans Theessink Band auf. In der 2007 veröffentlichten CD Slow Train arbeitet Theessink außerdem mit Sängern aus dem südlichen Afrika zusammen. Bei einem Konzert in Wien lernte er 1979 seine heutige Ehefrau und Managerin Milica Djokic kennen und übersiedelte 1982 in die österreichische Hauptstadt.
Wenige Wochen vor seinem Tod schenkte ihm der Liedermacher Georg Danzer seine Lieblingsgitarre mit dem Beisatz, er möge gut auf sein „Baby“ aufpassen. Am 29. Juni 2007 spielte Theessink dann erstmals live auf dieser Gitarre – unter anderem auch den Danzer-Song Freiheit.

## Musikstil
Theessink spielt überwiegend auf akustischen Instrumenten und verzichtet auch bei seinen Aufnahmen auf digitale Effekte. Er gilt weltweit als bedeutender stilistischer Erneuerer des akustischen Country-Blues und erreicht im deutschen Sprachraum als einer der wenigen Blues-Musiker ein breiteres Publikum. Seinen persönlichen Stil hat er mit Elementen von „Roots“-Traditionen wie New Orleans-Jazz, Folk, Gospel, Soul, Cajun und aus afrikanischer Musik angereichert.

## Diskografie

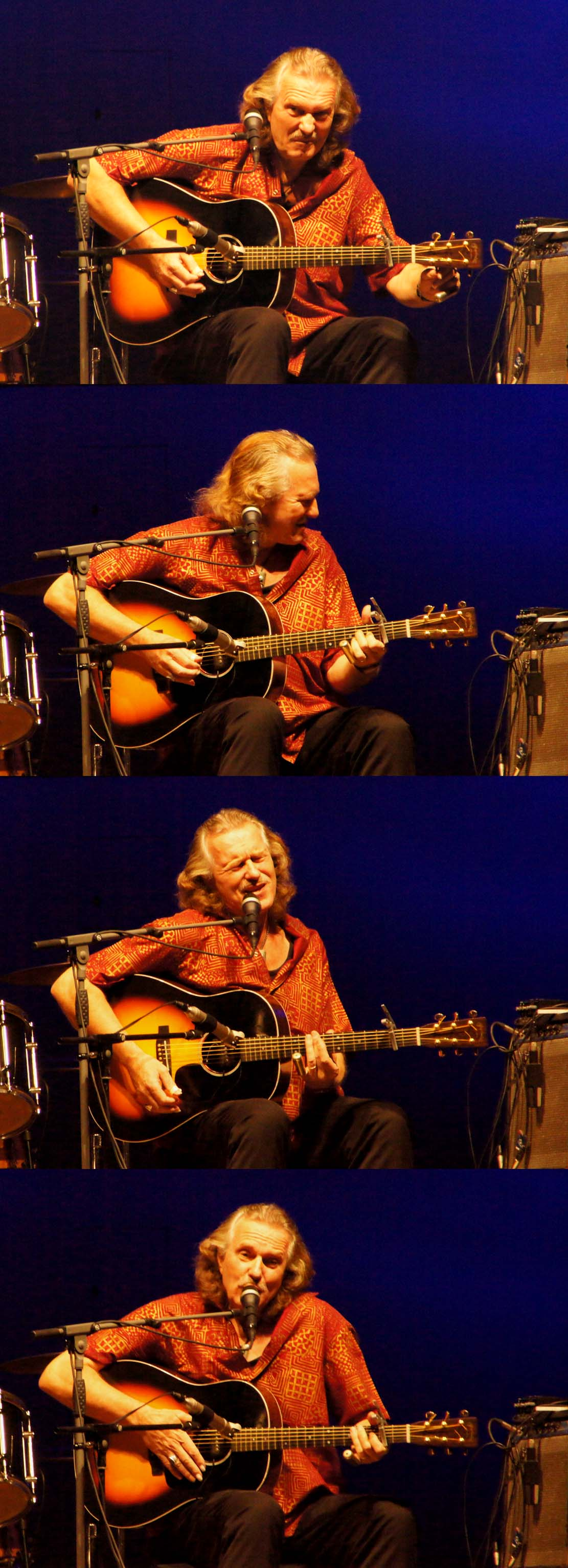
Theessink im Wiener Konzerthaus (2012)

### Alben
- 1970: Next Morning at Sunrise
- 1976: Klasselotteriet
- 1978: Slow and Easy
- 1980: Late Last Night
- 1981: Antoon met 'n bok
- 1982: Cushioned for a Soft Ride Inside
- 1983: Titanic
- 1985: All Night Long (mit Peter Ratzenbeck live im Wiener Metropol)
- 1987: Baby Wants to Boogie
- 1989: Johnny & The Devil
- 1992: Call Me
- 1993: Hans Theessink & Blue Groove: Live
- 1994: Hard Road Blues
- 1995: Crazy Moon
- 1997: Journey On
- 1998: Blue Grooves from Vienna
- 1998: RTL 3 – Gitarre x 3 (mit Peter Ratzenbeck & Michael Langer)
- 1998: Lifeline
- 2003: Songs from the Southland
- 2004: Bridges
- 2007: Slow Train
- 2008: Visions (2008) (mit Terry Evans)
- 2009: Birthday Bash
- 2011: Jedermann Remixed

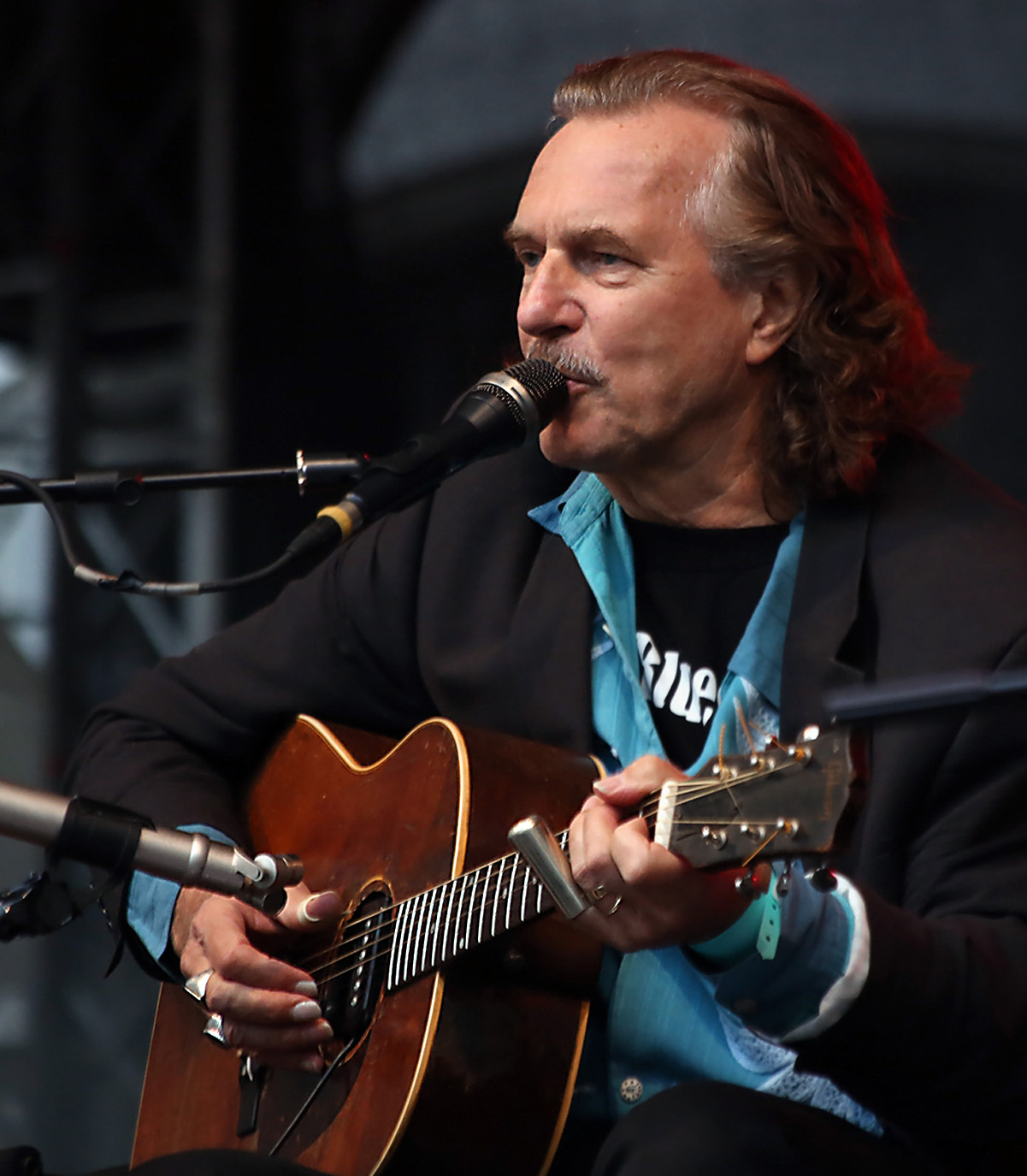
Hans Theessink am Wiener Stadtfest (2014)

- 2012: Delta Time (mit Terry Evans feat. Ry Cooder)
- 2013: Wishing Well
- 2013: Slow Train
- 2014: 65 Birthday Bash
- 2015: True & Blue - Live (mit Terry Evans)
- 2019: 70 Birthday Bash
- 2021: Pay Day (mit Big Daddy Wilson)
- 2025: 75 Birthday Bash

### DVDs
- 1995: Hooked on the Blues (Guitar Instruction)
- 2004: Live in Concert: A Blues & Roots Revue